# Carros
Carros je naselje in občina v jugovzhodnem francoskem departmaju Alpes-Maritimes regije Provansa-Alpe-Azurna obala. Šteje okoli 12.000 prebivalcev.

## Geografija
Kraj leži v pokrajini Provansi ob reki Var, 20 km severozahodno od Nice.

## Administracija
Carros je sedež istoimenskega kantona, v katerega sta poleg njegove vključeni še občini Gattières in Le Broc s 16.974 prebivalci.
Kanton je sestavni del okrožja Grasse.